# 상조제 EC
상조제 EC는 브라질의 축구단으로 상조제두스캄푸스를 연고로 한다.

## 우승
- 캄페오나투 파울리스타 세리이 A2: 2

1972, 1980

## 선수 명단

### 현역
- 디오고 마르자강(2024 ~ )

## 역대 감독
| 감독          | 임기 |
| ------------- | ---- |
| 주니뉴 폰세카 | 2000 |